# Rublo armeno
Il rublo armeno (in armeno: ռուբլի, in russo: рубль) è stata la valuta ufficiale della Prima Repubblica di Armenia e della Repubblica socialista sovietica Armena. Non aveva suddivisioni.
Fu introdotto nel 1919 sostituendo alla pari il rublo transcaucasico quando l'Armenia si separò dalla Federazione Transcaucasica. Cessò di esistere nel 1923, sostituito dalla seconda versione dello stesso rublo quando la RSS Armena fu annessa alla Repubblica socialista sovietica federata Transcaucasica.
La valuta fu emessa solamente in forma di banconota e mai di moneta. I tagli con cui vennero stampate le banconote sono:
- 5, 10, 25, 50, 100, 250, 500, 1000, 5000, 10,000 rubli (emesse dalla Repubblica Democratica)
- 5.000, 10.000, 25.000, 100.000, 500.000, 1.000.000, 5.000.000 rubli (emesse dalla RSS)

Le banconote della Repubblica Democratica portavano la denominazione in russo tranne nei tagli da 50, 100 e 250 che furono stampati in armeno.
Le banconote della RSS portavano la denominazione sia in russo che armeno. Riportavano inoltre motti inneggianti al comunismo in varie lingue.